# Trichestra pusilla
Trichestra pusilla är en fjärilsart som beskrevs av William Schaus 1894. Trichestra pusilla ingår i släktet Trichestra och familjen nattflyn. Inga underarter finns listade i Catalogue of Life.